# Тит Манлий Империоз Торкват
Тит Ма́нлий Империо́з Торква́т (лат. Titus Manlius Imperiosus Torquatus; умер после 340/320 года до н. э.) — древнеримский полководец из патрицианского рода Манлиев Империозов, трижды становившийся консулом (в 347, 344 и 340 годах до н. э.).

## Биография
Тит Манлий происходил из древнего патрицианского рода Манлиев; его отцом являлся Луций Манлий Капитолин Империоз, диктатор 363 года до н. э.
Тит Манлий по причине замедленного развития умственных способностей и речи был отправлен отцом в деревню. Этим обстоятельством воспользовался народный трибун 362 года до н. э. Марк Помпоний, обвинив Луция Манлия в жестокости по отношению к сыну. Луций Манлий был жесток не только с сыном, но и со своими согражданами. Будучи диктатором, он «прославился» строгостями при наборе, за что и получил прозвище Империоз (от лат. imperiosus — «самовластный, грозный»). Узнав об обвинении, Тит Манлий вернулся в Рим и сразу же направился к дому Помпония. Угрожая немедленной расправой, он заставил Марка Помпония отступиться от начатого дела. И хотя римский народ был не в восторге от поведения Тита, он не мог не оценить сыновней преданности Тита. В том же году он был избран одним из шести военных трибунов.
Согласно Титу Ливию, в 361 году до н. э. Манлий служил под началом диктатора Тита Квинкция Пенна, назначенного для войны с галлами. Диктатор начал кампанию с того, что повёл римлян к Аниенскому мосту, за которым был лагерь галлов. На мосту их встретил рослый галл, вызывавший на поединок самого храброго воина. Принявший вызов Тит Манлий поверг врага, нанёся ему два удара мечом в живот и пах. После этого он снял с тела галла окровавленное ожерелье (торквес) и надел себе на шею, за что и получил от сослуживцев прозвище Торкват (от лат. torquatus — «ожерельный»), которое перешло к его потомкам. Диктатор вдобавок наградил его золотым венком и воздал ему величайшую хвалу. Однако, согласно Аврелию Виктору, эти события имели место в 358 году до н. э. при диктаторе Гае Сульпиции Петике.
Слава Тита Манлия была настолько велика, что, ни разу ещё не становясь консулом, он в 353 году до н. э. был назначен диктатором для ведения войны с церитами. А в 349 году до н. э. он повторно стал диктатором: на этот раз для проведения консульских выборов.
В 347 году до н. э. Тит впервые был избран консулом совместно с Гаем Плавтием Венноном. В их консульство были изменены условия выдачи ссуд. Спустя всего несколько лет, в 344 году, он во второй раз стал консулом.
В третий раз Тит Манлий был избран консулом совместно с Публием Децием Мусом в 340 году до н. э., во время Второй Латинской войны. По сохранённому Ливием преданию перед битвой с латинами у подножия Везувия Тит Манлий и его коллега увидели сон о том, что победителем в предстоящем сражении будет та сторона, чей командир погибнет в бою. Консулы решили, что в жертву принесёт себя тот, чей фланг первыми дрогнет в бою.
Также консулы ввиду того, что предстояло сражаться с латинами, использовавшими те же тактические построения, что и римляне, строжайше запретили кому-либо вступать в бой. Однако, сын Тита Манлия, Тит Манлий Торкват, командовавший разведывательным отрядом всадников, наткнулся на вражеский сторожевой дозор во главе с тускуланцем Гемином Месцием и, поддавшись на провокацию, вступил с ним в поединок. Из этого сражения Тит Манлий вышел победителем, убив Гемина Месция копьём и сняв с него доспехи. Под бурные ликования он вернулся в лагерь, где отец за ослушание консульскому приказу приговорил его к смерти. Манлия-младшего привязали к столбу, и ликтор топором перерубил ему шею. Однако, это событие только укрепило дисциплину в войске.
Во время битвы после того, как фланг Деция начал отступать, а сам Деций пожертвовал собой, Тит Манлий отправил в бой свежих триариев, благодаря чему римляне одержали полную победу. После этого Тит Манлий, легко разбив объединённое войско латинов и вольсков под Трифаном, принял их сдачу. По возвращении в Рим Тит Манлий справил триумф. Возвратившегося в Рим Манлия встречали только пожилые люди, а молодёжь сторонилась и проклинала и тогда, и в течение всей его оставшейся жизни. Согласно Аврелию Виктору, Манлий отрёкся от консульства, сказав при этом, что ни он не сможет перенести всех пороков народа, ни народ его строгости. Сославшись на болезнь, он сложил с себя консульские полномочия и назначил диктатора.
В последний раз Тит Манлий упоминается в капитолийских фастах — в 320 г. до н.э. Тит Манлий был назначен диктатором для проведений комиций (выборов магистратов). Но у Тита Ливия нет упоминания об этом.